# Gītagovinda

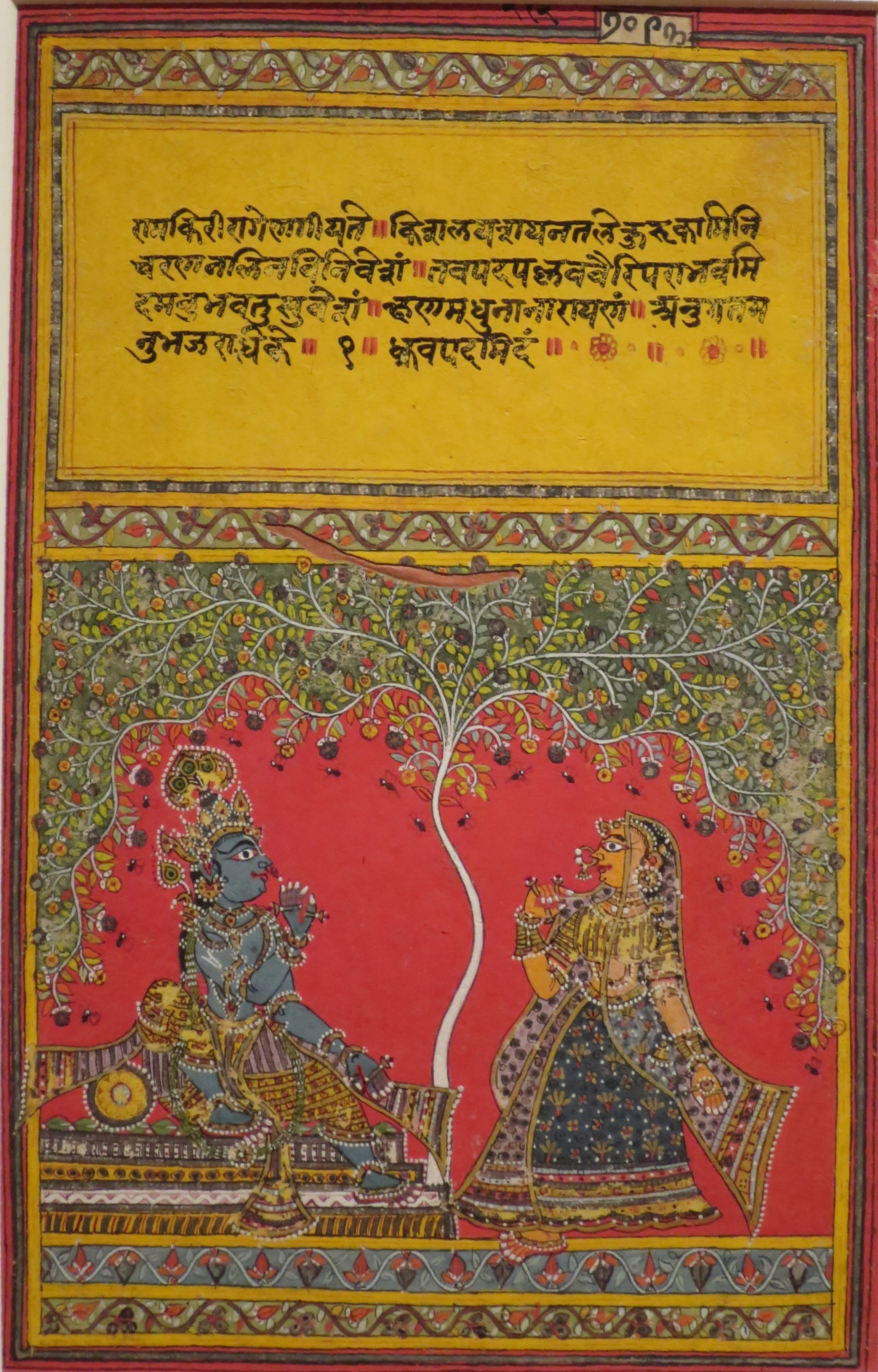
Illustrazione di Kṛṣṇa e Rādhā, dipinto su carta contenuto in un'edizione dello Gītagovindadel XIX secolo. Conservata presso l'Honolulu Museum of Art.

(Jayadeva, Gitāgovinda, 92 (IV, 6, 1-4); trad. Giuliano Boccali)

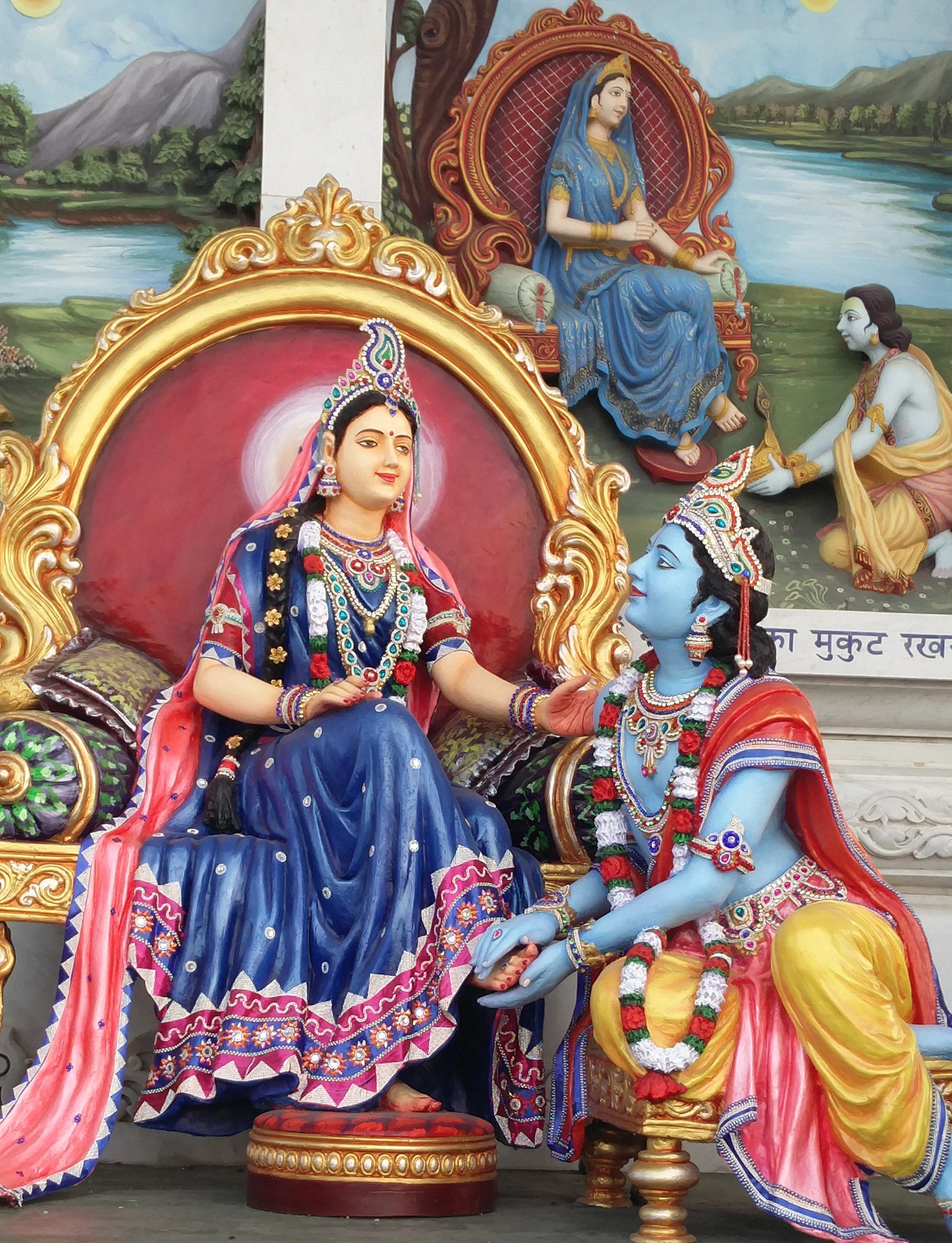
Raffigurazione di Rādhā mentre disegna l'immagine del suo amato Kṛṣṇa (XIX secolo).

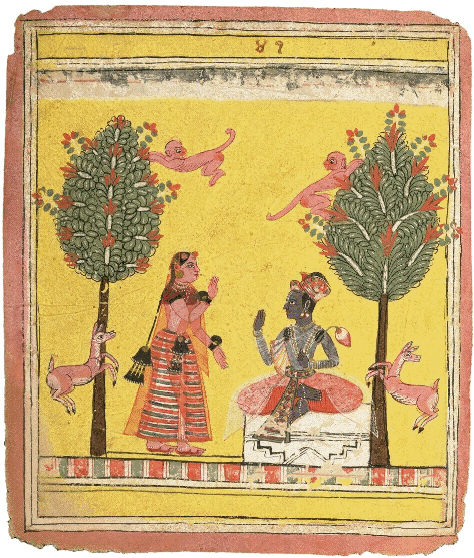
Dipinto di Rādhā e Kṛṣṇa (XVII secolo)

Lo Gītagovinda (bengalī:গীতগোবিন্দ; devanāgarī: गीत गोविन्द; lett. "Il canto, gīta, e il "protettore/pastore delle mucche", Govinda, questo da intendersi come epiteto di "Kṛṣṇa") è il poema redatto in lingua bengalī, e poi sanscrita, dai forti contenuti religiosi, composto nel XII secolo dal poeta e mistico bengalese Jayadeva.

## Edizioni
Nella sua edizione detta "critica", il poema risulta diviso in  12 sarga ("sezioni") che a loro volta contengono uno o più  prabhanda ("canti") per complessivi 24 di questi. Ogni prabhanda è formato da 8 strofe (tranne il X che ne conserva 5) destinate al canto, ognuna delle quali si conclude con il medesimo dhruvapada ("ritornello"), l'ultimo dei quali contiene il nome dell'autore, cioè Jayadeva. Seguono delle strofe narrative fino al canto seguente.
Complessivamente lo Gītagovinda consta di 286 strofe.

## Contenuto
Lo Gītagovinda si svolge in un ambiente e in un tempo mitici. La stagione è la dolce primavera inondata dal vento profumato e delicato che soffia da Sud, dai Monti del Malaya (i Ghāt occidentali ricchi di foreste di sandalo), quando la natura esplode nei fiori e nel canto degli usignoli; il luogo sono i boschi che abbondano lungo le rive del fiume Yamunā.
Il giovane dio Kṛṣṇa, che qui ha vissuto fin dall'infanzia, rifugiato e accolto da una famiglia di pastori (la famiglia di Nanda), si trastulla in giochi amorosi con le pastorelle (gopī), tra queste la sua unica e preferità: Rādhā.
Il poema, che tratta per l'appunto degli amori di Kṛṣṇa e di Rādhā, si caratterizza nella sintesi di lirismo ed erotismo uniti a un profondo sentimento religioso.
Il poema religioso si avvia così:
naktam bhīruḥ ayam tvam eva tat imam rādhe gṛham prāpaya

ittham nanda-nideśataḥ calitayoḥ prati-adhva-kuñja-drumam

rādhā-mādhavayoḥ jayanti yamunā-kūle rahaḥ-kelayaḥ»
(Jayadeva, Gītagovinda, I, 1-4; traduzione di Giuliano Boccali, Milano, Adelphi, 1982, p.37)
Nel prosieguo, Jayadeva raggiunge il punto più intenso nella supplica d'amore del dio Kṛṣṇa, la Persona suprema, per la  gopī Rādhā (che allegoricamente rappresenta l'amore delle anime dei devoti verso Dio), quando il dio le ordina di porre il piede sulla sua testa, in un simbolico gesto della di lei vittoria nella seduzione di Dio:
(Jayadeva, Gītagovinda, X,9, 1-2 (213, 1-2); traduzione di Giuliano Boccali, Milano, Adelphi, 1982, p.213)
Narra la tradizione che in ottemperanza al sentimento di timore nei confronti del Dio Jayadeva esitò a completare tale verso stabilendo in luogo di questo delle doverose purificazioni. In sua assenza, Kṛṣṇa apparve nelle sue forme decidendosi a completare il distico in luogo del poeta e, infine, dilettandosi del pranzo che la moglie di Jayadeva, Padmāvatī, aveva predisposto per il consorte. Al ritorno, Jayadeva scoprì della grazia divina che era entrata nella sua casa, merito del suo canto d'amore celebrato in onore di Kṛṣṇa e di Rādhā.